# Hermann Joseph Graf zu Stolberg-Stolberg
Hermann Joseph Graf zu Stolberg-Stolberg (* 28. Februar 1854 in Westheim; † 16. Juni 1925 ebenda) war Besitzer des Gutes Westheim und der zugehörigen Brauerei sowie Politiker, Verbandsfunktionär und Heimatforscher.

## Leben und Wirken

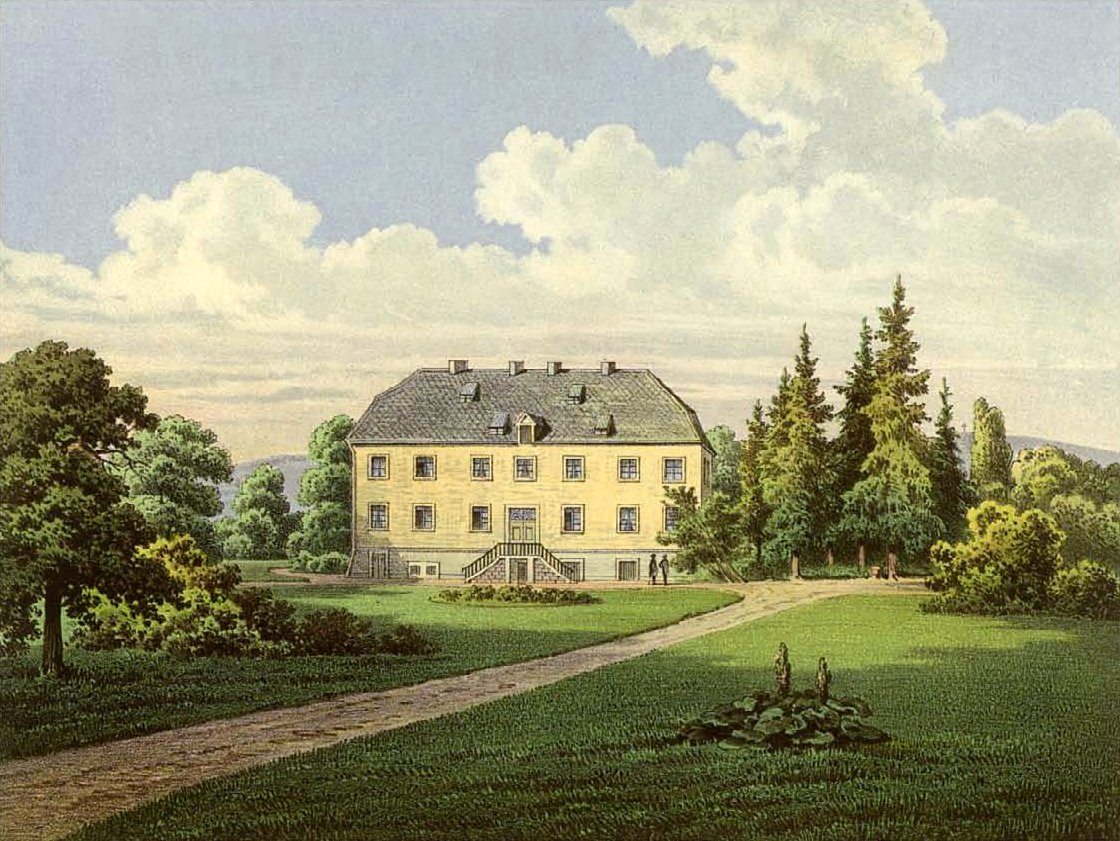
Rittergut Westheim um 1860, Sammlung Alexander Duncker

Hermann Joseph Graf zu Stolberg-Stolberg stammte aus einer Nebenlinie des im Harz ansässigen Grafengeschlecht derer zu Stolberg. Er war Sohn von Graf Joseph Theodor zu Stolberg-Stolberg  (1804–1859) und dessen 2. Ehefrau Comtesse Caroline Maria Albertine de Robiano. Sein Vater war in erster Ehe mit Marie Gräfin von Spee verheiratet. Er selbst heiratete 1879 die Gräfin Maria Karoline von Walterskirchen. Der Sohn Christoph (1888–1968) wurde im Zweiten Weltkrieg Generalmajor.
Von seinem Vater erbte Hermann Joseph zu Stolberg-Stolberg unter anderem das Gut in Westheim mit mehreren hundert Hektar Land- und Forstwirtschaft und die angegliederte Brauerei, die er ausbauen und modernisieren ließ.
Während seines Studiums wurde er 1873 Mitglied der KDStV Markomannia Würzburg im CV.
Gesellschaftspolitisch war er wie sein Vater in verschiedenen Organisationen des katholischen Milieus tätig. So war er wie dieser Präsident des katholischen Bonifatiusvereins. Außerdem war Stolberg-Stolberg Vorsitzender des Vereins katholischer Edelleute Deutschlands. Politisch gehörte er der Zentrumspartei an und spielte in der Partei in Westfalen, aber auch im Reich eine nicht unbedeutende Rolle. Er war von 1893 bis 1920 Mitglied des Westfälischen Provinziallandtages und von 1905 bis 1919 Vorsitzender des Provinzialausschusses. Daneben war er als Heimat- und Ahnenforscher tätig.